# Liste der größten Unternehmen in den Niederlanden
Die Liste der größten Unternehmen in den Niederlanden enthält die vom Forbes Magazine in der Liste Forbes Global 2000 veröffentlichten größten börsennotierten Unternehmen in den Niederlanden.
Die Rangfolge der jährlich erscheinenden Liste der 2000 größten börsennotierten Unternehmen der Welt errechnet sich aus einer Kombination von Umsatz, Nettogewinn, (Aktiva und Marktwert). Dabei wurden die Platzierungen der Unternehmen in den gleich gewichteten Kategorien zu einem Rang zusammengezählt. In der Tabelle aufgeführt sind auch der Hauptsitz, Mitarbeiterzahl und die Branche. Die Zahlen sind in Milliarden US-Dollar angegeben und beziehen sich auf das Geschäftsjahr 2020.
| Forbes 2000 | Name                    | Hauptsitz             | Umsatz (Mrd. $) | Gewinn (Mrd. $) | Mitarbeiter | Branche               |
| ----------- | ----------------------- | --------------------- | --------------- | --------------- | ----------- | --------------------- |
| 146         | ING Groep               | Amsterdam             | 20,1            | 2,8             | 91.411      | Finanzdienstleistung  |
| 249         | ASML Holding            | Veldhoven             | 15,9            | 4,1             | 28.073      | Technologie           |
| 258         | Koninklijke Ahold       | Amsterdam             | 85,2            | 1,6             | 380.000     | Einzelhandel          |
| 280         | NN Group                | Den Haag              | 21,1            | 2,1             | 14.971      | Versicherungen        |
| 323         | Philips                 | Amsterdam             | 22,3            | 1,4             | 81.592      | Technologie           |
| 324         | Royal Dutch Shell       | Den Haag              | 170,2           | −22,2           | 87.000      | Öl & Gas              |
| 396         | Airbus                  | Leiden                | 56,9            | −1,3            | 131.349     | Luft- und Raumfahrt   |
| 419         | Stellantis              | Amsterdam             | 98,8            | 0,1             | 189.512     | Automobilindustrie    |
| 676         | Heineken Holding        | Amsterdam             | 22,5            | −0,2            | 85.853      | Getränke              |
| 772         | AEGON                   | Den Haag              | 26,4            | −0,2            | 22.322      | Versicherungen        |
| 790         | Koninklijke DSM         | Heerlen               | 9,8             | 0,6             | 23.127      | Chemie                |
| 824         | AkzoNobel               | Arnheim               | 9,7             | 0,7             | 32.200      | Chemie                |
| 840         | ASR Nederland           | Utrecht               | 8,9             | 0,7             | 4.622       | Versicherungen        |
| 974         | NXP Semiconductors      | Eindhoven             | 8,6             | 0,1             | 29.000      | Halbleiter            |
| 1074        | JDE Peets               | Amsterdam             | 7,6             | 0,4             | 19.000      | Genussmittel          |
| 1137        | Wolters Kluwer          | Alphen aan den Rijn   | 5,2             | 0,8             | 19.169      | Medien                |
| 1151        | Randstad Holding        | Diemen                | 23,6            | 0,4             | 37.930      | Dienstleistungen      |
| 1277        | Royal KPN               | Den Haag              | 6,0             | 0,6             | 10.102      | Telekommunikation     |
| 1575        | Adyen                   | Amsterdam             | 4,2             | 0,3             | 1.747       | Finanzdienstleister   |
| 1795        | Yandex                  | Amsterdam             | 3,0             | 0,4             | 11.864      | Internetdienstleister |
|             | Steinhoff International | Amsterdam             | 14,49           | 1,3             | 105.866     | Einzelhandel          |
|             | Altice Europe           | Woerden               | 20,63           | −1,7            | 49.732      | Telekommunikation     |
|             | HAL Trust               | Willemstad            | 8,89            | 1,0             | 49.754      | Finanzdienstleister   |
|             | Veon                    | Amsterdam             | 8,86            | 2,5             | 41.994      | Telekommunikation     |
|             | AerCap Holdings         | Amsterdam             | 5,48            | 1,2             | 385         | Leasing               |
|             | Schlumberger            | Willemstad            | 39,5            | 5,0             |             | Öl & Gas              |
|             | SNS Reaal               | Utrecht               | 10,4            | 0,1             |             | Banken                |
|             | TNT Express             | Hoofddorp             | 9,3             | −0,3            |             | Logistik              |
|             | Vopak                   | Rotterdam             | 1,5             | 0,5             |             | Transporte            |
|             | Royal BAM Group         | Bunnik                | 10,0            | 0,2             |             | Bauhauptgewerbe       |
|             | Van Lanschot            | ’s-Hertogenbosch      | 1,8             | 0,1             |             | Finanzdienstleister   |
|             | Fugro                   | Leidschendam-Voorburg | 3,00            | 0,39            |             | Öl & Gas              |
|             | Telegraaf Media Groep   | Amsterdam             | 1,08            | 0,58            |             | Medien                |
|             | TomTom                  | Amsterdam             | 2,54            | 0,46            |             | Software              |